# Erovnuli Liga 2024
L'Erovnuli Liga 2024, anche nota come Crystalbet Erovnuli Liga 2024 per motivi di sponsorizzazione, è stata la trentaseiesima edizione della massima serie del campionato georgiano di calcio. Il campionato è iniziato il 1º marzo ed è terminato l'8 dicembre 2024.
La squadra campione in carica era la Dinamo Batumi, mentre il titolo è stato vinto dall'Iberia 1999 per la seconda volta nella sua storia.

## Stagione

### Novità
Dalla stagione precedente è stato retrocesso lo Shukura Kobuleti, ultimo classificato in campionato. Al suo posto è stato promosso il K'olkheti-1913 Poti, primo classificato in Erovnuli Liga 2; i gialloblu tornano in massima serie dopo cinque anni di assenza.

### Formula
Le 10 squadre partecipanti si affrontano in un girone all'italiana con doppie partite di andata e ritorno, per un totale di 36 giornate. Al termine del campionato,  la squadra prima classificata è dichiarata campione di Georgia ed ammessa alla UEFA Champions League 2025-2026, mentre seconda e terza classificata, insieme con la vincente della coppa nazionale, si qualificano per la UEFA Conference League 2025-2026.
L'ultima classificata viene retrocessa in Erovnuli Liga, mentre ottava e nona disputano uno spareggio promozione/retrocessione contro due squadre di Erovnuli Liga 2 per due posti in massima serie.

## Squadre partecipanti
| Club                   | Città      | Stagione precedente   |
| ---------------------- | ---------- | --------------------- |
| Dila Gori              | Gori       | 4° in Erovnuli Liga   |
| Dinamo Batumi          | Batumi     | Campione di Georgia   |
| Dinamo Tbilisi         | Tbilisi    | 2° in Erovnuli Liga   |
| Gagra                  | Tbilisi    | 7° in Erovnuli Liga   |
| Iberia 1999            | Tbilisi    | 6° in Erovnuli Liga   |
| K'olkheti-1913 Poti    | Poti       | 1° in Erovnuli Liga 2 |
| Samgurali Ts'q'alt'ubo | Tskhaltubo | 5° in Erovnuli Liga   |
| Samt'redia             | Samtredia  | 9° in Erovnuli Liga   |
| Telavi                 | Telavi     | 8° in Erovnuli Liga   |
| T'orp'edo Kutaisi      | Kutaisi    | 3° in Erovnuli Liga   |

## Classifica
|  | Pos. | Squadra                | Pt | G  | V  | N  | P  | GF | GS | DR  |
|  | ---- | ---------------------- | -- | -- | -- | -- | -- | -- | -- | --- |
|  | 1.   | Iberia 1999            | 75 | 36 | 23 | 6  | 7  | 74 | 46 | +28 |
|  | 2.   | T'orp'edo Kutaisi      | 70 | 36 | 21 | 7  | 8  | 58 | 40 | +18 |
|  | 3.   | Dila Gori              | 68 | 36 | 19 | 11 | 6  | 58 | 30 | +28 |
|  | 4.   | Dinamo Batumi          | 55 | 36 | 15 | 10 | 11 | 42 | 41 | +1  |
|  | 5.   | Samgurali Ts'q'alt'ubo | 44 | 36 | 11 | 11 | 14 | 51 | 49 | +2  |
|  | 6.   | K'olkheti-1913 Poti    | 41 | 36 | 9  | 14 | 13 | 48 | 58 | -10 |
|  | 7.   | Dinamo Tbilisi         | 39 | 36 | 9  | 12 | 15 | 33 | 44 | -11 |
|  | 8.   | Gagra                  | 38 | 36 | 11 | 5  | 20 | 36 | 53 | -17 |
|  | 9.   | Telavi                 | 34 | 36 | 8  | 10 | 18 | 32 | 43 | -11 |
|  | 10.  | Samt'redia             | 27 | 36 | 5  | 12 | 19 | 33 | 61 | -28 |

Legenda:
      Campione di Georgia e ammessa alla UEFA Champions League.
      Ammesse alla UEFA Europa Conference League.
 Ammessa allo spareggio promozione/retrocessione.
      Retrocesse in Erovnuli Liga 2 2025.
Note:
Tre punti a vittoria, uno a pareggio, zero a sconfitta.
La classifica viene stilata secondo i seguenti criteri:
- Punti conquistati
- Punti conquistati negli scontri diretti
- Differenza reti negli scontri diretti
- Reti realizzate negli scontri diretti
- Reti realizzate in trasferta negli scontri diretti (solo tra due squadre)
- Differenza reti generale
- Reti totali realizzate